# Византијско-персијски рат (602—628)
Византијско-персијски рат од 602. до 628. био је последњи и уједно најразорнији у низу ратова вођених између Византије и персијске државе Сасанида. Претходио му је рат који се завршио доласком Маврикијевог штићеника, Хозроја II, на престо Персије (591). Једанаест година касније Маврикија је убио узурпатор Фока. Поводећи се смрћу свог патрона, Хозроје II је обновио вишевековни сукоб. Више од две деценије ратовало се у Египту, Леванту, Месопотамији, Кавказу, Анадолији, па чак и пред самим зидинама Константинопоља.
Док је прва етапа рата (602—622) обележена углавном успесима Персијанаца, који су заузели Левант, Египат и делове Анадолије, ступањем Ираклија на сцену (610) у Византији почиње постепени процес прибирања и унутрашњег јачања: и поред жилавог отпора с почетка, од тог тренутка Хозроје губи иницијативу на бојном пољу. Ираклије је против Персијанаца предузео чак шест успешних похода, захваљујући којима су Византинци повратили ратни замах. Међутим, склапањем савезништва са Аварима, Персијанци су предузели последњи очајнички покушај да заузму Константинопољ; но, и ту су били одбијени (626). После тога Ираклије је продро у само срце Персије (627) и једном за свагда одлучио исход вишевековног римско-персијског сукоба у корист Византије.
Рат је на обе стране однео људске и материјалне жртве. То је учеснике учинило рањивим на изненадну навалу Арабљана који су упали у оба царства тек коју годину по окончању сукоба. У муњевитом налету Арабљани су покорили целу Персију и знатно умањили територију Византијског царства. Током наредних векова, све до појаве Селџука, готово без прекида ће се водити борбе са Арапима за превласт над источним Медитераном.

## Извори за период након 603.
Извори за овај рат су махом византијски. Најпре, ту је Ускршња хроника (Chronicon paschale) од непознатог аутора састављена између 630-640. Првобитно је обрађивала догађаје од Адама и Еве до 629, али се у очуваним рукописима завршава са годином 627. Већим својим делом она нема неку историјску вредност, а од значаја је једино завршни део (600—627), у ком је описана аварско-словенска опсада Константинопоља из 626. Георгије Писида, ђакон, скевофилакс (чувар црквеног посуђа) и хартофилакс (архивар) Аја Софије оставио је за собом више песничких радова који осликавају оновремене догађаје у којима је каткад и лично узимао учешћа. Од тога су за ову тему најважнија дела историјске садржине, превасходно епска, од којих вреди истаћи пре свега спев о првом Ираклијевом походу на Персију 622. (Expeditio Persica), у ком је песник, како се разабире из неких стихова, лично учествовао; стиховани запис о аварско-словенској опсади Константинопоља 626. (Bellum Avaricum) у ком песник велича Богородицу, захваљујући којој је наводно извојевана победа над варварима, али у исто време уздиже и Ираклија, а нарочито патријарха Сергија коме иначе посвећује дело; историјски спев Ираклијада (Heraclias), настао поводом вести о смрти персијског цара Хозроја II; као и неколико мањих историјских поема од којих је најинтересантнија она у којој се опева Ираклијево враћање Истинског крста из Персије у Јерусалим 628. (Restitutio crucis).
Од неке важности је и Историја у осам књига од царског секретара и префекта Теофилакта Симокате написана између 628-638. Симоката у ствари наставља тамо где је Менандар стао, а своје излагање завршава са годином 602. када је царску власт узурпирао Фока. По завршетку излагања Теофилактове историје сазнање о догађајима на Истоку осетно опада.
Сачувани су говори Теодора Синкела, настали током опсаде Константинопоља из 626, који садрже корисне информације за неке догађаје. Ваља споменути и неке египатске папирусе који потичу из овог периода.
Персијски извори нису очувани. Од негрчких извора ваља истаћи следеће: хронику Јована из Никијуа која је писана на коптском, али сачувана само у преводу на етиопском; и историју која се приписује Себеосу (постоји извесна контроверза у вези с ауторством). Ова последња је јерменска компилација разних извора, распоређених искључиво по хронолошком редоследу; у њој је рат покривен неуједначено. Штавише, састављена је с циљем да подвуче паралелу између пророчанстава из Библије и савременог доба, што је засигурно чини необјективном. Сачувани су и неки извори на сиријском, за које Џефри Грејтрекс (енгл. Geoffrey Greatrex) и Семјуел Н. К. Лију (енгл. Samuel N. C. Lieu) тврде да су најбитнији; међу њима налази се Хроника из 724. Томе Презвитера састављена 640. Гвидијева хроника или Кузистанска хроника писана је из перспективе несторијанског хришћанина из Персије.
Од каснијих грчких извора вреди издвојити Теофанову Хронику и Кратку историју патријарха Нићифора I. Ова прва добро дође због оквирног прегледа ратних дешавања. Каснији извори на сиријском попут Хронике из 1234. и хронике Михаила Сиријског је допуњују. Међутим, ови извори, изузимајући Нићифорову Кратку историју и ону на арапском од Агапија из Манбиџа (Хијерапољ), по свој прилици црпе информације из једног заједничког извора, вероватно од Теофила из Едесе (8. век).
Историја дома Арцруни Томе Арцрунија из 10. века вероватно користи истоветне изворе који су послужили Сеобеосу за његову историју. Мојсије Каганкатваци написао је Историју Јерменије у 10. веку позивајући се на непознате изворе који датују из двадесетих година 7. века. Џејмс Хауард-Џонстон (енгл. James Howard-Johnston) сматра да су Мојсије и Себеос најважанији од сачуваних немуслиманских извора. Историја александријског патријарха Евтихија садржи бројне грешке; па ипак, и она може да се узме у обзир. Куран такође пружа извесне податке, али их ваља узимати с резервом. Још један арапски историчар Мухамед ибн Џарир ел Табари написао је Историју пророка и краљева, која обрађује историју сасанидске династије позивајући се на изгубљене изворе.
Византијске хагиографије светаца Теодора Сикеота и Анастасија Персијског показале су се од помоћи у схватању ондашњих прилика. Житије Георгија из Козебе приказује ужас настао приликом опсаде Јерусалима. Међутим, постоје извесне сумње да су у хагиографске списе подметнуте интерполације из осмог и деветог века. И нумизматика и сигилиографија су се показале корисне због датовања. Уметнине и други археолошки налази такође су од неке користи. Епиграфски натписи су од ограничене употребе. Лутвак је назвао Маврикијев Стратегикон најпотпунијим византијским војним приручником; он пружа драгоцен увид у војну теорију и праксу у оно време.

## Уочи рата
Након више деценија неизвесних борби (572—591), цар Маврикије је коначно привео крају византијско-персијски сукоб довођењем свог штићеника Хозроја II на персијски престо. Овај је заузврат предао Византинцима делове североисточне Месопотамије заједно са градовима Даром и Мартиропољем, добар део Јерменије и кавкаску Иберију. Што је још важније, Византија више није била обавезна да плаћа данак Сасанидима. Сређивањем прилика на Истоку, Маврикију су биле одрешене руке да се позабави проблемима на Балкану.
Својом обзирношћу према поданицима и учесталим походима, Тиберије II Константин је истрошио и задњу пару из ризнице коју је наследио од Јустина II. Да би надокнадио тај дефицит, његов наследник Маврикије је предузео строге фискалне мере и смањио издатке за војску, што је довело до чак четири побуне. Она последња из 602. избила је због тога што је Маврикије наредио трупама да презиме на територији изнад Дунава. Војска је за цара извикала Фоку, тракијског центуриона. Маврикије је покушао да одбрани Цариград наоружавањем „плавих“ и „зелених“, две водеће деме, али без успеха. Недуго потом Маврикије је приведен и погубљен.
Маврикијево смакнуће дало је његовом штићенику, Хозроју, прилику да истакне своју независност; а опште расуло византијске одбране, нарочито за време грађанског рата између Фокиних и Ираклијевих присталица (609—611), омогућило је Хозроју да предузме велики експанзионистички поход на Запад.

## Нарзесова побуна и почетне године рата
Вероватно крајем 603, пошто је постало очигледно да Хозроје неће признати узурпатора, против Фоке се дигао Нарзес, заповедник Истока (magister utriusque militiae per Orientem), и заузео Едесу, седиште византијске Месопотамије; затражио је помоћ од Хозроја, тврдећи, по неким изворима, да се код њега налази Маврикијев преживели син Теодосије.
Почетком 604. Едеса се нашла под опсадом Фокиног војсковође Германа. На другој страни, Хозроје је окупио велике снаге и послао их против Византинаца. Дознавши за ово, Германа је ухватио страх; но, како наводи Теофан (A. M. 6116), пошто није имао другог избора, упустио се у битку из које је изашао тешко рањен и поражен. Издахнуо је једанаест дана касније у Константини (данас Вираншехир) од последица рањавања.
Међутим, док су Персијанци били заузети опседањем Даре, свежа војска, овај пут предвођена Фокиним сакеларијем, евнухом Леонтијем кренула је на Едесу; но, Нарзес је некако успео да умакне у Хијерапољ. Недуго потом Леонтије је претрпео пораз код Арзамона (605), па је опозван са положаја. На његово место сада је постављен Доментиол (или Домнициол) кога је Фока именовао за куропалата и послао на Исток да наведе Нарзеса на предају. Приставши на погодбу с Доментиолом који му је обећао безбедност, Нарзес је отишао у Константинопољ, али је тамо жив спаљен по Фокином наређењу.
Престиж Фокиног војног режима почео је да се срозава од оног тренутка када је пала Дара. Падом ове јаке тврђаве са десне обале Еуфрата сломљена је византијска погранична одбрана, а персијској војсци прокрчен пут за Малу Азију.

## Устанак двојице Ираклија и крај Фокине страховладе
Криза легитимитета присутна је од самог почетка Фокине владавине. Са његовим ступањем на власт дефинитивно је окончан један дужи временски период без насилних долазака на власт. О том преседану с поносом говори Евагрије Схоластик на једном месту:
Но (Зосимо — прим. прев.), од када је свеслављени Константин (παναοίδιμος Κωνσταντίνος) примио власт, и основао град који је назвао по себи посветивши га Христу; дедер размисли мало, да ли је ико од царева (изузев Јулијана, твог учитеља и цара [τοῦ ἱεροφάντου σου καὶ βασιλέως]), било од својих грађана, било од непријатеља био убијен, и да ли икада иједан тиранин збацио цара (изузев једино Вазилиска који је уклонио Зенона од ког је и сâм збачен и изгубио живот)?— .
Фокина власт није имала ни легитимног ни легалног основа; то је била ништа друго но гола власт која је почивала на грубој сили. Убиство Маврикија и његове породице са правом је шокирало савременике, изазвавши стрепњу и страх за будућност царства на шта указује спис Учење новокрштеног Јакова (Doctrina Jacobi nuper Baptizati). Фокина власт нигде није примљена благонаклоно, а дошло је и до појединих инцидената које је Фока настојао да угуши. Повода за побуну било је на претек. Режиму је недостајало легитимитета, а у очима многих он је био окаљан убиством Маврикија и његове породице. Нашироко распрострањене вести о Фокиној страховлади обележене по немилосрдним чисткама и стравичним призорима пружале су идеално оправдање за сваку иоле озбиљнију одлуку на бунт.
На наговор Приска, заповедника царске гарде екскубитора и Фокиног зета, на оружје се дигао (608) времешни егзарх Африке, Ираклије Старији. Себе и свога сина-имењака прогласио је конзулима и уз то стао да кује сопствен новац — на тај начин дао је до знања да претендује на царско звање.
У приближно исто време, избиле су побуне у Сирији и Палестини. Више извора наводи да су Јевреји били и те како умешани у ово, иако остаје нејасно где су то наступали као припадници одређених фракција, а где као противници хришћана. Да би смирио ситуацију на истоку Фока је послао комеса Истока Бона. Бон је казнио зелене у Антиохији, због учешћа у нередима 609.
Са своје стране, Ираклије Старији је послао свог нећака Никиту на Египат. Бон се запутио за Египат да заустави овог, али је касније поражен изван зидина Александрије. Никити је пошло за руком да заузме провинцију 610. и да успостави поредак уз помоћ тамошњег патријарха Јована V Милостивог, који је изабран уз његову помоћ.
Главнина побуњеничке војске кренула је морским путем на Константинопољ, предвођена Ираклијем Млађим, који је одређен за цара. Организовани отпор против Ираклија није успео, а Фоку је изручио патриције Проб (Фотије). Пре него што је погубљен, Фока је разменио коју реч са својим несуђеним наследником:
Је л’ се тако влада царством? — упита Ираклије.
Хоћеш ли ти — одговори му Фока неочекивано — владати ишта боље?
После овога Ираклије Старији се губи са сцене; вероватно услед поодмаклих година или зато што је престао да се занима, или пак због тога што је стварима од самог почетка руководио његов син. Нема помена о томе да је Ираклије Старији претендовао на царску круну. Вест о томе да му је син изабран за цара га је одушевила, како наводи Јован из Никијуа (110.10–13). Чини се да је умро недуго по овом догађају, али се не зна тачно кад.
Пошто је узео своју сестричину за супругу приликом раскошне церемоније и био овенчан царском круном из руку патријарха, тридесетпетогодишњи Ираклије се латио својих царских обавеза. Фокин брат, Коментиол, држао је прилично велике снаге у средишњој Анадолији, али га је смакнуо Јерменин Јустин, који је тиме уклонио главну претњу по новог цара. Међутим, прелазак војника на другу страну није се одиграо благовремено, што су искористили Персијанци продрвши у Анадолију.
У настојању да повећа приходе и смањи трошкове, Ираклије је ограничио број оних црквених лица која су била под покровитељством државе једноставно тако што нове кадрове није исплаћивао из државне благајне. Користио се церемонијама да легитимише своју династију, а да би ојачао своју позицију осигурао је репутацију покровитеља правде.

## Полет Персије
Искористивши тренутно стање у Византији, Персијанци су покорили градове дуж границе у Јерменији и Горњој Месопотамији. Дуж Еуфрата су заузели Мардин и Амиду (609); Едеса, за коју је већина Византинаца била убеђена да ће одолети свим непријатељима због тога што је била седиште Авгара V, једног од првих хришћанских владара, пала је већ идуће 610. У Јерменији се стратешки важан град Теодосиопољ предао 609. или 610. и то захваљујући човеку који је тврдио да је Теодосије, најстарији син и савладар цара Маврикија, који је наводно избегао Хозроју.
Ираклијево уздизање до царског звања није ништа помогло очајној ситуацији у којој се нашло царство. Напротив, нови цар је отпочео владавину тако што је покушао да издејствује мир с Персијанцима, будући да је збачен Фока, због кога је иначе избио рат. Међутим, Персијанци су одбили ове понуде занесени тиме колико су далеко одмакли. Према историчару Волтеру Кегију (енгл. Walter Kaegi), могуће је да је Персијанцима био циљ да обнове, или чак да надмаше старо Ахеменидско царство уништавањем Византијског, али због недостатка писаних сведочанстава с те стране нема потврде за тако нешто. Међутим, најбоље објашњење, како се чини, било би то да су тадашње прилике у Византији, као и почетни успеси, подстакле Персијанцима жељу за пленом, моћи и територијом.
Према устаљеном обичају, византијски цареви нису узимали учешћа на бојном пољу у улози главнокомандујућег. Ираклије је управо то урадио и придружио се свом војсковођи испод зидина Цезареје. Међутим, Приск се правио да је болестан и није се појавио пред њим. За цара је то је била прикривена увреда; кријући свој презир према потчињеном, вратио се у Константинопољ 612. У међувремену, на царево незадовољство, Шахинове трупе су некако успеле да се извуку из обруча, оставивши град да гори у пламену. Приск је убрзо смењен са положаја заједно са осталих функционерима који су деловали под Фоком. Стари Маврикијев војсковођа, Филипик, именован је за главнокомаднујућег, али се показало да није дорастао ситуацији, јер је избегавао битке. Напослетку, да би учрвстио команду над војском, Ираклије је именовао себе и свог брата Теодора за главнокомандујуће.
Хозроје је искористио неприправност Ираклијевих војсковођа и извео напад на византијску Сирију, којим је руководио персијски војсковођа Шахрбараз. Ираклије је покушао да заустави овај продор у Антиохији, али и поред благослова Теодора из Сикеона, Византинци су под Ираклијем и Никитом претрпели озбиљан пораз од Шахина. Појединости ове битке нису познате. После ове победе, Персијанци су опљачкали град, убили тамошњег патријарха и одвели за собом већи број грађана. Упркос каквом-таквом почетном успеху, Византинци су напослетку изгубили ту битку из тог разлога што су се ограничили на подручје тек нешто северно од Антиохије, код Киликијске капије. Овај пораз утолико је био озбиљан што је преполовио царство на пола, прекинувши везу између Цариграда и анадолијским областима са Сиријом, Палестином, Египтом и картагинским егзархатом.

## Превласт Персије

### Пад Јерусалима
Отпор у Сирији и Палестини није био довољно јак да одбије навалу Персијанаца. Иако су мештани подигли утврђења, углавном су настојали да се нагоде са завојевачима. Дамаск, Апамеја и Емеса брзо су пали током 613, чиме је Персијанцима био отворен пут ка југу. Никита је наставио с отпором, али је поражен код Даре. Истина, извојевао је ситну победу близу Емесе, где су обе стране задобиле тешке губитке: укупан број погинулих износио је 20.000. Ситуација је постала утолико критичнија када су Персијанци после двадесетодневне опсаде заузели свети град Јерусалим. Негде између 57.000 и 66.500 људи је побијено на стравичан начин, а међу 35.000 поробљених нашао се и тамошњи патријарх Захарије. Више цркава је спаљено (између осталог и црква Светог Гроба), а бројне реликвије, од којих су најважније Истински крст, Свето копље и Свети сунђер, однете су у Ктесифон, персијску престоницу. Губитак ових реликвија објашњаван је тада као јасан знак Божје немилости. Већина је за све те недаће оптуживала Јевреје. Било је извештаја да су Јевреји изашли Персијанцима у сусрет приликом заузимања извесних градова, као и то да су покушавали да убију хришћане у оним местима које су завојевачи већ заузели, у чему су били спречавани. Међутим, пре ће бити да су овакве гласине у великој мери претеране и да су настале као резултат опште хистерије.

### Египат
Године 616. Шахрбаразове снаге напале су Египат, провинцију која је три века углавном била поштеђена ратних разарања. Коптско становништво које је настањивало Египат и исповедало монофизитство, било је ушуткано халкедонском догмом, па их као такве није нешто нарочито привлачило да изађу царској војсци у сусрет. И поред тога што су код персијског цара наишли на подршку, многима је персијска окупација остала у лошем сећању. Отпор са византијске стране у Александрији пружао је Никита. Међутим, после годину дана опсаде отпор је скршен, и то захваљујући издајнику, који је Персијанцима открио како да преко исушеног корита уђу у град. Никита је избегао на Кипар заједно са патријархом Јованом, који га је подржавао у Египту. Никитина судбина остаје неразјашњена, пошто нема никаквих извештаја о њему после овог догађаја; но, засигурно је да је Ираклије остао без поузданог војсковође. Губитак Египта представљао је тежак ударац по ионако уздрмано царство, јер се Константинопољ ослањао на испоруку жита из те провинције; то је имало за последицу укидање његове бесплатне поделе.
Након што је покорио и Египат, Хозроје је упутио Ираклију писмо написано арогантним и снисходљивим тоном, готово налик оном које је Сенахериб послао Језекиљу („Немој да те завара Бог твој, у којега се уздаш мислећи, да неће Јерусалем пасти у руке краљу асирскому“ 2Цар: 19:10).

Боговима угодни господар и краљ васцеле земље, син великога Ормузда — Хозроје, безвредном и безначајном поданику Нашем Ираклију. Не желећи да испуњаваш своје вазалне дужности, ти који себе називаш господарем и краљем, ти који расипаш благо моје и њиме поткупљујеш моје поданике. Од твоје разбојничке војске ја мира немам. Зар ја нисам тај који је уништио Грке? Кажеш ми да се уздаш у свога Бога. Зашто Бог твој не спаси Кападокију, Јерусалим и моћну Александрију из руку мојих? Зар не знаш да сам ја господар копна и мора? И мислиш да једино Цариград неће пасти пред мном? Но, опростићу ти све преступе. Узми жену своју и децу своју и дођи овамо и од мене добићеш поља и воћњаке и маслинике, и живи свој живот, а ја ћу са љубављу да пазим на тебе. Не дозволи да те заведе твоја узалудна нада, Христос, који није могао ни себе самога да избави из руку јеврејских које га распеше на крсту. Како Он да те спаси од руку мојих? Ако пак наставиш путем тог бездана, моје руке допреће до тебе, и тада ћеш ме спознати, онако како не желиш да видиш.— Себеос, 

## Анадолија
Ствари су почеле да изгледају утолико страшније по Византинце када је пао Халкедон (617), који се налазио одмах преко пута Константинопоља. Персијски војсковођа Шахин примио је љубазно мировну делегацију, али јој је дао до знања да он нема овлашћења да се уплиће у те ствари; упутио их је Хозроју, који је међутим одбио Ираклијеву мировну понуду следећим речима:

Нимало вас нећу штедети, све док се не будете одрекли разапетог (ἐσταυρωμένον), којег ви славите као Господа, и клањали Сунцу (προσκυνήσητε τῷ ηλίῳ).— Teoph. Chron. A. M. 6109
Па ипак, Персијанци су се ускоро повукли, вероватно концентришући своје снаге на Египат. И поред овога, Персијанци су и даље држали предност; 620 или 622. су покорили Анкиру, изузетно важну војну базу у централној Анадолији. Падом Родоса (622 или 623), на ком се налазила важна војна лука, Цариграду је припретио напад с мора; међутим, ово је тешко посведочити у изворима. У престоници је владао такав очај да је Ираклије помишљао чак на то да пренесе престоницу у Картагину.

## Препород Византије

### Реорганизација војног и управног система
Хозројево писмо, међутим, није обесхрабрило Ираклија; напротив, оно га је подстакло да предузме очајнички потез против Персијанаца. Да би припремио царство за предстојећу борбу, приступио је реорганизацији истог.
Управо за време Ираклија уводи се нови апоен за сребрни новац — хексаграм. Хексаграм је први пут пуштен у оптицај 615. Оно што га је чинило посебним јесте натпис који је носио, Deus adiuta Romanis (Боже, спаси Римљане). Како наводи Кеги, иако се издавање овог новца не може приписивати одређеном догађају, овај позив за божанском помоћи дирљиво одражава и изражава тадашње напете и очајне прилике као и тескобе. Бакарни новац (фолис) такође је изгубио на својој тежини (са 11 грама спао је на неких 8-9).
Ираклије се суочио с озбиљним смањењем прихода услед губитка економско важних провинција; да невоља буде још већа, куга која је избила 619. додатно је оштетила пореску основицу и повећала страх од Божје одмазде. Влада је морала да смањи трошкове с обзиром на губитак територија од којих је остваривала приходе.
Ираклије је преполовио плате државним службеницима, спровео повећање пореза, подигао зајмове и увео крајње мере против корумпираних званичника, све у циљу да исфинансира своју војну. Упркос неслагању свештенства по питању брака са Мартином, оно је одлучно стало иза Ираклијевих мера на тај начин што је ширило међу народом то да је дужност сваког правоверног хришћанина да се бори против неверника; такође, оно је цару изашло у сусрет и материјално, понудивши му ратни зајам, који се састојао од свог златног и сребрног посуђа. Племенити метали скидани су са споменика, чак и са зидова Свете Софије. У овом војном подухвату многи историчари почев од Виљема Тирског видели су први „крсташки“ рат, или бар претечу каснијих војни против неверника; међутим, неки историчари попут Кегија се не слажу с овим. Кеги пак наводи да се у овом случају не ради о једноставној крсташкој војној, него о вишедимензионалном конфликту у ком је верска ревност била само један од елемената.
Византијска војска је попуњена приливом свежих снага: скупљено је на хиљаде добровољаца који су се опремили на рачун црквеног прилога; на њеном челу се нашао војсковођа који је дорастао ситуацији.
У старијој литератури, а нарочито код Острогорског, наће се да је у ово време у преосталим малоазијским покрајинама отпочело изграђивање тематског уређења. Ту је тема (θέμα) схваћена као војно-управна јединица настањена војним одредима под командом стратега (στρατηγός), у чијим рукама се налазила и цивилна и војна власт. Савремени научници генерално оспоравају овако нешто под образложењем да се ради о анахронизму у Теофановој хроници. По њима, настанак темâ пада нешто касније, за време владавине Ираклијевог наследника Констанса II.

### Поход у Кападокију и Понт (622–623)
Пошто је свечано прославио Ускрс у недељу 4. априла 622, Ираклије је већ другога дана овог великог хришћанског празника напустио престоницу. Његов одлазак у поход против хулитеља Христове заоставштине протекао је у верском узбуђењу. Георгије Писида је том приликом одржао говор у ком је предвидео да ће се Ираклијеве црне ципеле (μελεμβαφὲς πέδιλον) заруменети од персијске крви (βάψαις ἐρυθρόν περσικῶν ἐξ αἱμάτων). Свог десетогодишњег сина Константина Ираклије је именовао за свог намесника у одсуству. Стварна управа била је међутим у рукама патријарха Сергија и патриција Бона, који су деловали у сагласности са Сенатом.
Из Константинопоља Ираклије се запутио морским путем дуж јонске обале на Родос, а потом на исток у Киликију где се искрцао на месту знамените победе Александра Великог над Даријем III. Тамо је провео читаво лето у интензивном програму тактичких вежби и маневара.
Одмах с јесени је предузео један смели подухват: упао је непријатељу иза леђа, у Кападокију, и тиме га приморао да се повуче из Битиније и Галатије. Оно што се догодило потом није у потпуности јасно, али са сигурношћу се зна да је Ираклије извојевао одлучујућу победу над Шахрбаразом код Иса.
Кључни чинилац који је допринео овоме јесте тај што је Ираклије на време прозрео клопку која му је приређена. Имајући је у виду, изиграо је повлачење своје војске и тако измамио непријатеља из заседе. Затим су на сцену ступили оптимати који су међу непријатеље унели пометњу и нагнали их на бег. На тај начин спашена је Анадолија.
По овој победи, која му је донела репутацију војсковође дораслог ситуацији а његовој војсци повратила углед, Ираклије је оставио своју војску да презими на Понту, док се он, заједно са својим „песником лауреатом“ Георгијем Писидом, вратио у престоницу да среди у међувремену затегнуте односе са каганом.

### Агонија византијског поретка на Западу

#### Аварско-словенска најезда на Балкану
Крајем 6. века само поједина словенска племена су се населила на Балкану. Међутим, по пропасти Маврикијеве дунавске експедиције отпочело је масовно насељавање ових простора словенским племенима. Оно је пропраћено уништавањем Сингидунума (Београд), Виминацијума (Костолац), Наисуса (Ниш) и Сердике (Софија), Еноне (Нин), Скардоне (Скрадин), Солоне (Солин), Нароне (Вид код Метковића), Делминијума (Дувно), Епидавра (Цавтат), Ризинијума (Рисан) и Доклеје (код Подгорице). На обали Јадрана опстало је неколико већих и боље утврђених градова као Јадер (Задар), Трагуријум (Трогир), Бутуа (Будва), Скодра (Скадар) и Лисус (Љеш).
Пад римско-византијске власти и културе у северозападном делу Балкана повезан је нарочито са пропашћу Салоне. Тек мали део становништва је умакао на лађе и уточиште нашао на оближњим острвима Братији, Соленцији, Фарији, Лизији и Коркири. Тих година и Солун се нашао на удару Драгувитâ, Сагудатâ, Велегизитâ, Вајунитâ, Верзитâ и др. словенских племена из залеђа под вођством извесног Хацона. Од упада ових племена опустошена је читава Тесалија са острвима, Хелада, Кикладски архипелаг, Ахаја, Епир и приобални појас Мале Азије.
Штавише, у Псеудо-Исидоровој хроници стоји (Patrologiae cur. compl., t. 83, c. 1056) да су на почетку Ираклијеве владавине Словени (Sclavi) отуђили Грчку од Римљана (Graeciam Romanis tulerunt).
Византинци у вези с тим нису могли конкретно ништа да предузму, јер су им руке биле везане у рату са Персијанцима. Истина, Ираклије је покушао да се нагоди с аварским каганом и послао му је свог изасланика, преко ког га је обавестио да ће Византинци платити трибут уколико се он и његова војска повуку изнад Дунава. На то је каган одговорио да би хтео да се састане са царем лично 5. јуна (623) у Хераклеји где му је била смештена војска; Ираклије је пристао на ово и заједно са својом дворском свитом запутио се кагану. Међутим, овај није одржао своју реч, него је на путу за Хераклеју поставио замку, али је Ираклије, обавештен на време о томе, успео да избегне од аварских коњаника који су га гонили све до Константинопоља. Више њих из Ираклијеве пратње допало је или непријатељског мача или заробљеништва. Иста судбина задесила је и 70.000 трачких сељака који су се наводно нашли ту да виде свог цара. И поред тога што су га насамарили, Ираклије је био принуђен да да Аварима субвенцију у износу од 200.000 солида и да преда као таоце свог ванбрачног сина Јована Аталариха, нећака Стефана и ванбрачног сина патриција Бона, све то заузврат за мир. Ово му је дало више могућности да се посвети сређивању прилика на Истоку.

#### Навала Визигота и Лангобарда у Шпанији и Италији
Готово истовремено са аварско-словенском најездом на Балкану, Равенски егзархат је био изложен нападима Лангобарда и неких словенских племена: ови задњи су овладали Истријом на којој су се и населили. У Шпанији и на супротној обали Африке, визиготски краљ Сизебут је повео више успешних похода против Византинаца. Преостали делови византијских поседа покорени су за време Свинтиле, 624.

### Византинци нападају Персију
Крајем марта 624. Ираклије се вратио својој војсци повевши том приликом и Мартину. Пошто је осигурао Малу Азију, очигледно се носио мишљу да пренесе рат у Персију. По свој прилици исте те 624. понудио је мир Хозроју, запретивши му да ће у супротном напасти Персију; но, велики краљ је презриво одбио ту понуду.
Није сасвим сигурно како је Ираклије осмислио своју дугорочну стратегију и испланирао операције за поход на Персију. Дугогодишње римско искуство налагало је да је муњевит и дубок удар најделотворније решење у рату против Персије. Поприште борби вођених од 624. до 628. била су огромна пространства Анадолије, Кавказа, западног Ирана и Месопотамије. То нипошто није било позиционо ратовање, већ, напротив, експедиционо које је подразумевало маневрисање над простором широких размера. Фронта у правом смислу те речи није било. Стварање, опстанак и уништавање војски, а не држање градова и територија, било је од прече важности. Обе стране су зависиле колико од адекватних потрепштина за људе и животиње толико и од познавања терена, путева, планинских пролаза и речних газова. И једни и други су радије прибегавали ратном лукавству него отвореној борби.
Радећи на походу, Ираклије је својевољно напустио сваки покушај да осигура себи залеђину и везу са морем и запутио се преко данашње Јерменије и Азербејџана, одакле је смерао да директно упадне у језгро персијских земаља.
Његове снаге су, тобоже, по Себеосу, износиле 120.000 људи; но, како оцењује Кеги, та цифра је превисока. Вероватно се радило тек о петини или шестини тога; у сваком случају не више од трећине онога што наводи Себеос.
Пре него што се запутио до Кавказа, Ираклије је повратио Цезареју, у пркос писму које му је претходно послао Хозроје.
На персијско тло крочио је 20. априла 624. Том приликом је наводно одржао говор у ком је позивао на освету и патриотска осећања.
Браћо моја јунаци (ἄνδρες, ἀδελφοί μου), држимо на уму страх Божији (τὸν τοῦ θεοῦ φόβον) и боримо се да се осветимо за богохулство (τήν τὸν θεοῦ  ὕβριν). Стојмо храбро против душмана од којих су хришћани претрпели много страхота. Поштујмо слободно царство Ромеја (τὸ τῶν Ῥωμαίων αὐτοδέσποτον κράτος) и стојмо храбро против безочно наоружаних душмана (ἐχθρῶν δυσσεβῶς ὡπλισμένων). Прихватимо веру којом ћемо да окончамо крвопролиће (λάβωμεν πίστιν τῶν φόνων φονεύτριαν). Узмимо у обзир чињеницу да се налазимо усред земље персијске и колику опасност носи за собом повлачење. Осветимо обешчашћење девицâ (τὰς φθορὰς τῶν παρθένων); будући да смо видели осакаћене удове (наших) војника, саосетимо са њима (πονήσωμεν τὰς καρδίας). Ризик није без награде, већ (штавише) он (нас) води к вечној слави (τῆς αἰωνίον δόξης πρόξενος). Стојмо (стога) јуначки (ἀνδρείως)! Господ Бог ће нас помагати и уништиће душмане наше!— Teoph. Chron. A. M. 6114.
Један војник је занесен овим говором довикнуо: „Господару, твоје речи наоштрише нам мачеве!“
Ираклије се запутио дуж реке Аракс, уништивши притом персијски Двин (седиште персијске Јерменије) и Нахичеван. Код Ганзака се сусрео са Хозројевом војском, која је бројала око 40.000 људи. Уз помоћ лојалних Арабљана, успео је да зароби и погуби неке од припадника Хозројеве гарде, што је довело до расула персијске војске. У знак одмазде због уништених православних светиња, Ираклије је запалио чувени Зороастеров храм у Тахти Сулејману.
Ираклије је презимео у кавкаској Албанији, где је прикупљао снаге за идућу годину. Хозроје му није дао мира. Послао је на њега три војске под Шахрбаразом, Шахином и Шахраплаканом. Шахраплакан је повратио земље до Сивника, намеравајући да затвори планинске кланце. Шахрбараз је имао да се испречи Ираклију на путу уколико се овај крене повлачити према кавкаској Иберији, а Шахин да онемогући истом пролаз кроз Битлишки кланац. Ираклије је гледао да се суочи с тим војскама понаособ, а забринутим Лазичанима, Абазгима и осталим иберским савезницима обратио се следећим речима:
Браћо (ἀδελφοί), немојте да вас поколеба то мноштво, јер, тако ми Његове милости (θεοῦ γὰρ θέλοντος), један ће терати хиљаду (εἷς διώξει χιλίους). Стога се за спасење наше браће (ὑπέρ τῆς τῶν ἀδελφῶν ἡμῶν σωτηρίας) жртвујмо Богу. Получимо венце мученикâ (λάβωμεν στέφος μαρτύρων), како би нас се потомство сећало и како би нас Он за наша дела наградио.— Teoph. Chron. A. M. 6115.
Двојица војника која су се претварала да су дезертирали послати су Шахрбаразу, са поруком да се Византинци налазе у расулу и да се повлаче пред Шахином. Због међусобне зависти персијских војсковођа, Шахрбараз није губио ни часка него је похитао с војском да узме учешћа у прослави победе. Ираклије их је једног по једног дочекао код Тигранокерте наневши Шахину и Шахраплакану пораз. Шахин је остао без конвоја са залихама, а Шахраплакан је према једном извору том приликом пао, премда се касније појављује. После ове победе Ираклије је прешао Аракс и улогорио се у долини с оне стране реке. Шахин се са остацима своје и Шахраплаканове војске прикључио Шахрбаразу у потери за Ираклијем, али их је мочварни терен успоравао у кретању. Код Алиовита, Шахрбараз је разделио снаге: око 6.000 је послао да вребају Ираклија у заседи, док је са остатком остао у Алиовиту. Међутим, Ираклије га је изненада напао током ноћи (фебруара 625) и уништио. Једва је успео да извуче живу главу, го и сам, пошто је изгубио харем, залихе и људе.
Ираклије је провео остатак зиме северно од језера Ван. С пролећа је предузео пробој у правцу Еуфрата. За само седам дана обишао је планину Арарат и више од 300 km дуж реке Арзаније да би освојио Амиду и Мартиропољ, важне тврђаве на горњем Тигру. Потом је, гоњен од Шахрбараза, наставио с пробојем према Еуфрату. Према арапским изворима, заустављен је код Сатидаме или на реци Батман Су и поражен; византијски извори, међутим, не спомињу овај догађај. Забележен још један мањи окршај између Ираклија и Шахрбараза на реци Сарус, близу данашње Адане. Византинци су ни мање ни више похитали преко моста који се налазио на овој реци. Шахрбараз је изиграо повлачење намамивши тако Византинце у клопку, што је довело до уништења Ираклијеве претходнице у року од само неколико минута. Персијанци, међутим, нису прибегли заузимању моста, и Ираклије га је прешао са заштитницом, не презајући од кише стрела, заденувши бој с Персијанцима. Своје дивљење према Ираклију Шахрбараз је изразио једном грчком ренегату:
Видиш ли цара, Кузма (ὦ Κοσμᾶ), са каквом одважношћу (θρασὺς) замеће бој и како се сâм бије против толике гомиле, и како као наковањ (ὡς ἄκμων) одбија те хице (τὰς βολὰς ἀποπτύει)?— Teoph. Chron. A. M. 6116.

## Врхунац рата

### Опсада Константинопоља из 626.
Видевши да је одлучан ударац нужан да би се Византинци ућуткали, Хозроје је прибегао стварању две нове војске, у чије редове су улазили сви способни мушкарци, међу којима је било и странаца. Шахину је поверено 50.000 са којима је имао да остане у Месопотамији и Јерменији и спречава Ираклија од упадања у Персију; мања војска под Шахрбаразом измакла је бокове Ираклијеве војске и најкраћим путем допрла до Халкедона, персијског упоришта с друге стране Босфора. Хозроје је такође преговарао са аварским каганом у вези са координираним нападом из два правца. Персијска војска се стационирала у Халкедону, док су се Авари нашли пред самим зидинама Константинопоља с европске стране. Међутим, све док су Византинци држали под контролом мореуз, Персијанци нису могли да се одбаце на другу страну и изађу у сусрет савезницима. Штавише, Персијанци и Авари су имали потешкоћа с комуникацијом, коју су ометали господари Босфора, премда је, без сумње, ње било.
Одбрана Константинопоља налазила се у рукама патријарха Сергија и партиција Бона. Иако је био убеђен да је престоница релативно на сигурном, Ираклије је за њену одбрану ипак издвојио нешто својих снага, чисто да подигне морал браниоцима (други део под командом његовог брата Теодора имао је да се суочи са Шахином, док је с трећим и најмањим, који је остао под његовом командом, намеравао да упадне у срце Персије). Писменим путем са персијског бојишта наложио је да се осигурају прилази на бедеме, спреме покретне куле, подигну барикаде и побије коље, изграде бацачи стрела и камења, као и сличне справе, и да се спреме разне лађе које је он, Ираклије, већ одавно био изградио. У одбрани су сем војске учествовали и наоружани грађани, морнари, затечени странци и влахернски Јермени.
Свеопшти напад на градске зидине уследио је 29. јуна 626. И поред константног месечног бомбардовања, морал бранитеља био је на незавидном нивоу: патријарх Сергије одржавао је верски ентузијазам поворкама које су ишле дуж зидина са иконом Богородице.
Византијска флота је 7. августа опколила и уништила флоту персијских сплавова на којима су се превозиле трупе преко Босфора. Словени под Аварима су преко Златног рога предузели јуриш на зидине са морске стране, док је главнина аварске војске напале оне са копнене стране. Патриције Бон је на словенске моноксиле (однодеровке) послао галије које су их уништиле; Аварски напад с копна од 6. до 7. августа такође је прошао безуспешно. На вест да је Теодор, Ираклијев брат, извојевао одлучну победу над Шахином, због чега је овај пао у депресију од које је и умро, Авари су се у року од два дана покупили и повукли у залеђе Балкана: више никада нису представљали озбиљну претњу по Константинопољ и Византију уопште. Иако је Шахрбаразова војска и даље пребивала утаборена код Халкедона, Константинопољ више није био у опасности. У захвалност за разбијање непријатељске опсаде и наводну помоћ саме Богородице, написан је Акатист, вероватно трудом патријарха Сергија или Георгије Писиде.
Штавише, након што је цар показао Шахрбаразу пресретнуто писмо од Хозроја у ком се захтевало смакнуће овог последњег, исти је прешао на Ираклијеву страну. Шахрбараз је затим повукао своју војску на север Сирије, одакле је могао кад му се укаже и најмања прилика да подржи час једног час другог цара. Па ипак, неутралисањем овог Хозројевог најискуснијег војсковође, Ираклије је лишио свог противника неких најврснијих и најискуснијих трупа, а себи осигурао бокове пре него што се упустио у рискантан поход на Персију.

### Византијско-хазарско савезништво
У међувремену док се одвијала опсада Константинопоља, Ираклије је склопио савезништво са, како византијски извори наводе, „Хазарима“ под Зибелом, кога је даровао скупоценим поклонима и обећао руку „у пурпуру рођене“ Евдокије Епифаније. Односи између Византије и разних западних турских племена сежу далеко у 568, када су се ови последњи под својим поглаваром Иштемијем, пошто су им се односи са Персијом погоршали због трговине, окренули православном царству. И овом приликом су Турци изашли у сусрет византијском цару: одговорили су му слањем 40.000 својих људи у пустошење персијске државе Сасанида, што је уједно означило почетак трећег по реду рата са овом земљом. Заједничке операције између Византинаца и Западних Турака усредсредиле су се на опсаду опседање Тифлиса, где су Византинци користили хелеполе да би разбили зидине, прве за које се зна да су их користили. Хозроје је послао 1.000 коњаника под Шахраплаканом у помоћ опседнутом граду, али је при свему том он пао, по свој прилици позне 628. Зибел је умро крајем исте године, што је Епифанију избавило од брака са варварином. Док се опсада одвијала, Ираклије је радио на томе да осигура своје упориште на горњем Тигру.

### Битка код Ниниве
Пошто је оставио Зибела да настави с опседањем Тифлиса, Ираклије је средином септембра 627. предузео неочекивани зимски поход на Персију. Смелих и дубоких упада на Персију са византијске стране било је и раније, као што се да видети из претходних поглавља, али су они трајали свега пар месеци до зиме и након њих ситуација на фронту остајала би непромењена. Истина, у извесним случајевима штета је била тешка, као нпр. приликом разарања Зороастеровог храма у Тахти Сулејману: прави ударац по престиж владајуће династије, која је, иначе, водила порекло оданде. Међутим, Хозроје је очигледо проценио да, и поред свега тога, ови сезонски упади нису толико вредни интервенције да зарад њих мора повући снаге из донедавно освојене Сирије и Египта. На крају крајева, носио се мишљу да ће Ираклије и овај пут одустати напослетку од даљњег рискантног оперисања по огромном пространству, што ће се убрзо показати погрешним.
У Ираклијевој војсци налазило се између 25-50.000 Византинаца и 40.000 „Хазара“ који су га убрзо напустили, ненавикнути на зимске услове. Продирао је брзо у дубину непријатељске територије. За леђима му се налазио Јерменин Разат, који је имао потешкоћа у прибављању залиха за своју војску: Византинци су пленили већину како су се кретали на југ ка Асирији. Крајем године, надомак рушевина древне Ниниве, Ираклије је напао Разата пре него што је појачање могло да допре до овог. Битка се заденула по магли, што је смањило прецизност персијских стрелаца. Ираклије је инсценирао повлачење одвукавши Персијанце у долину, а онда се изненада обрушио на њих. После осмочасовног окршаја, Персијанци су се наједном повукли на оближње обронке: током битке изгинуло их је отприлике 6.000. Патријарх Нићифор наводи да је Разат изазвао Ираклија на мегдан, на шта је овај пристао: у двобоју који је уследио православни цар савладао је противника једним убодом.
Како наводи Теофан, Византинцима је допало двадесет и осам персијских застава, не укључујући оне које су биле сломљене. Са мртвих Персијанаца однето је што оклопа, што шлемова, што оружја. Заплењено је мноштво мачева од чистог злата, златом украшених појасева, перли, Разатов штит од чистог златом (украшен са сто двадесет златних листића) и његов оклоп такође од чистог злата. Жив је ухваћен Варзамуз (Βαρσαμούσης), архонт кавкаских Ибера под Персијанцима (ὁ ἅρχων τῶν Ίβήρων τῶν ὑπὸ Πέρσαις).

### Свршетак рата
Немајући више пред собом било какву војску која би им се супротставила, победоносни Византинци допрли су до Хозројеве резиденције Дастагерде. Тамо су поред три стотине заробљених римско-византијских застава из различитих периода, наишли и на драгоцености и необичне зачине што их је Хозроје оставио за собом, и то, како Теофан преноси, брдо алоје (ἀλόην πολλήν) и алојевине (ξύλα μεγἁλα ἀλόης), обиље свиле (μέταξαν πολλήν) и платнених кошуља (καμίσια καρβάσια πολλά), шећера (ζάχαρ), ђумбира (πίπερ) и још доста тога изванредног. Неки су нашли и некованог сребра (ἄσημον), хаљина од чисте свиле (ὁλοσήρικα ἱμάτια), мноштво вунених тепиха (νακοτάπητά) и везених сагова (ταπήτια ἀπό βελόνης): све то је спаљено због своје тежине.
Хозроје је пак већ био избегао у планине око Сузијане с намером да окупи све расположиве снаге за одбрану Ктесифона. Ираклије му је издао следећи ултиматум:
Пристајем и настојим да склопим мир с Вама, јер нисам рад да опустошим Персију; но, Ви сте ме присилили на то. Зато сместа бацимо оружје (ῥίψωμεν οὖν καὶ νῦν τὰ ὅπλα), пригрлимо мир (καὶ εἰρήνην ασπασόμεθα) и угасимо огањ пре него што све буде уништено.— Teoph. Chron. A. M. 6118.
Међутим, Ираклије није био у прилици да нападне сам Ктесифон, будући да је канал Нараван био затрпан деловима обрушеног моста и што цар са своје стране није ништа предузео да га заобиђе.
Независно од тога, персијска војска се побунила против Хозроја ког је свргла и на његово место довела сина му Кавада II, такође познатог и као Широје. Хозроје је бачен у тамницу у којој је пет дана држан на ивици егзистенције. Убијен је мучки петога дана тако што су му заривене стрелице у тело. Нашавши се на престолу Кавад је сместа прибегао преговорима. Ираклије није наметнуо оштре услове, имајући у виду да је и његово царство надомак исцрпљености. Византинци су овим миром издејствовали повратак свих изгубљених територија, предају својих заробљеника, ратну одштету и, што је најважније од свега тога, враћен им је Истински крст.

## Значај

### Краткорочне последице
| „  | Наиме, још док је малопре споменути август [тј. Ираклије], победник који се вратио из Персије (одакле је у слави донео натраг Крст Господњи), у Сирији правио одмор, био је заповедио, и то преко Модеста, човека часног кога је наместио за епископа у Хијеросолими, да се рушевине цркава, које је врло неваљао непријатељски сатрапа Персијанаца Козрое био срушио, са датим неопходним трошковима у првобитно стање преобразе. | ” |
| —. | |   |

После неколико месеци путовања, Ираклије се најзад вратио у престоницу где је наишао на тријумфалан дочек тамошњег живља. Уговором с Персијанцима враћен је Свети Сунђер који је придодат Истинском крсту приликом раскошне церемоније која се одржала 14. септембра 629. Свечана свита запутила се ка Светој Софији; пред одушевљеном светином, Истински крст је пажљиво уздигнут над црвеним олтаром. За многе оновременике тај чин је означио почетак златног доба у Византији.
Захваљујући позитивном исходу овог рата, византијски цар Ираклије је остао запамћен у историји као један од најуспешнијих војсковођа. Слављен је као нови Сципион због тога што је шест година водио римску војску из победе у победу, тамо где она пре ногом није крочила. Тријумфално уздигнуће Светога Крста у Светој Софији представља врхунац његовог достигнућа. Да је тада којим случајем умро, према речима Нормана Дејвиса (енгл. Norman Davies), остао би запамћен као највећи римски војсковођа после Јулија Цезара. Уместо тога, проживео је и за времена најезде Арабљана, губећи пред њиховим помахниталим налетом битку за битком, што је умрљало његову репутацију победника. Џон Норич (енгл. John Norwich) укратко је образложио да је Ираклије живео предуго.
Са своје стране, Сасаниди су се борили да стабилишу управу. Хозројев наследник Кавад II умро је недуго по доласку на престо, што је Персију гурнуло у вишегодишње династичко превирање и грађански рат. Један за другим, на престолу су се смењивали Ардашир III, Шахрбараз и Хозројеве ћерке Пурандохта и Азармидохта. Тек са доласком Хозројевог унука Издигерда III на персијски престо, дошло је до успостављања какве-такве стабилности, премда је било исувише касно учинити ишта што би могло да спасе пољуљану персијску државу Сасанида којој се неминовно ближио крај.

### Дугорочне последице
Погубни учинак рата 602-628, заједно са кумулативним последицама готово вековног византијско-персијског антагонизма, у потпуности је исцрпио оба државна апарата. Персија је додатно погођена економском кризом, прекомерним опорезивањем које је попримило маха за време ратног периода, верским немирима и јачањем обласних земљопоседника на рачун централне власти оличене у личности шаха. Звучи иронично да је најуспешнији од свих персијских освајача из династије Сасанидâ Хозроје II подједнако одговоран и за неминовни распад свог краљевства.
Према Хауард-Џонстону, Ираклијеви успеси на бојном пољу током текућих година и политичке последице које су имале за собом, спасиле су главни бастион хришћанства на Блиском истоку и озбиљно ослабили његовог старог зороастријског (зоратустранског) такмаца; они можда бледе пред изванредним постигнућима које су извојевали Арабљани током наредне две деценије, али и поред тога не би их требало тек тако занемарити.
Међутим, ни Византија није прошла ништа боље од Персије. Већи део Балкана налазио се у рукама Словена. Поред тога, Анадолија је у неколико наврата претрпела разарање, а веза са недавно повраћеним територијама на Кавказу, Сирији, Месопотамији, Палестини и Египту је ослабила у годинама проведеним под персијском окупацијом. С исцрпљеним финансијским средствима, Византија је наишла на потешкоће у исплати ратних дневница ветеранима и врбовању новог људства. Клајв Фос (енгл. Clive Foss) назвао је ово првом фазом у процесу који је обележио крај Антике у Малој Азији.
Такође, царству није преостало много времена да се опорави до следеће навале која је уследила свега пар година пошто су најзад савладани Персијанци; уједињени исламом, Арабљани су се као „људски цунами“ сручили на паралисана царства и задали њиховим војскама одлучујући пораз. Царство Сасанида, сломљено прошлим ратом, подлегло је овој навали, док је Византија још за живота Ираклија изгубила тек повраћене источне провинције. У идућим деценијама Византија ће бити заузета огорченим борбама са Арабљанима што ће је за дуже време онемогућити да предузме ма какве озбиљније акције на Западу.